# Sender Kirschfurt

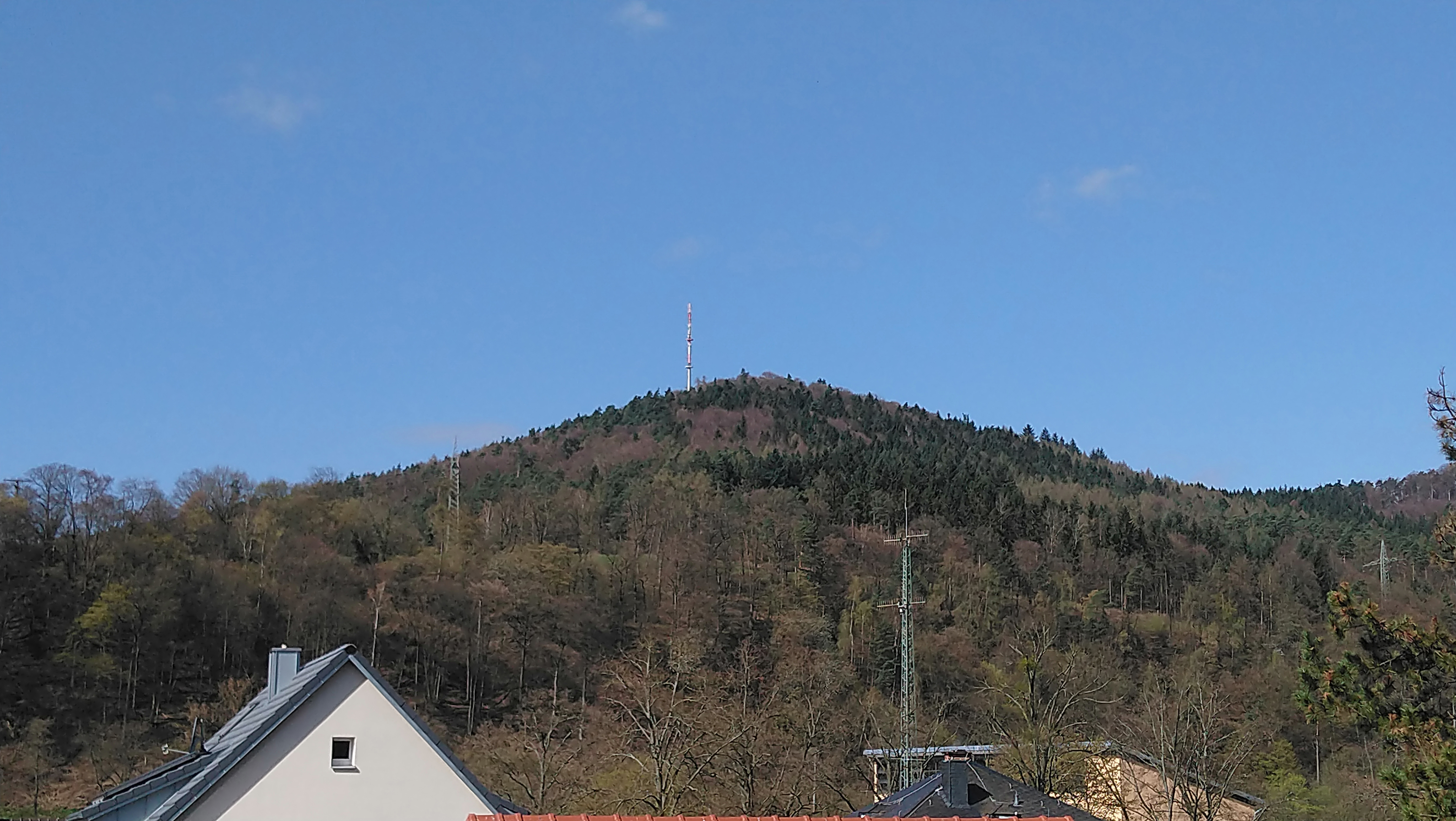
Der Sender Kirschfurt auf dem Burgberg bei Collenberg, von Freudenberg aus gesehen

Der Sender Kirschfurt (häufig auch als Sender Freudenberg bezeichnet, da er primär Freudenberg versorgen soll)  ist eine Sendeanlage der Deutschen Funkturm GmbH zur Ausstrahlung von Hörfunksignalen. Er befindet sich auf dem Burgberg nordwestlich der Ortschaft Kirschfurt am Main. Als Antennenträger wird ein 62 Meter hoher Sendeturm in der Bauart eines freistehenden Rohrmastes verwendet, der 1987 errichtet wurde.
Früher strahlte der Sender analoges Fernsehen für die Ortschaft Kirschfurt und die auf der anderen Mainseite gelegene Ortschaft Bürgstadt aus. Heute wird die Sendeanlage vom Südwestrundfunk verwendet, um die Stadt Freudenberg in Baden-Württemberg zu versorgen.

## Frequenzen und Programme

### Analoger Hörfunk (UKW)
Zurzeit gibt es auf dem Turm folgende analoge Hörfunksender:
| Frequenz (MHz) | Programm               | RDS PS   | RDS PI | Regionalisierung  | ERP (kW) | Antennendiagramm rund (ND)/gerichtet (D) | Polarisation horizontal (H)/vertikal (V) |
| -------------- | ---------------------- | -------- | ------ | ----------------- | -------- | ---------------------------------------- | ---------------------------------------- |
| 90,3           | SWR1 Baden-Württemberg | SWR1_BW_ | D301   | –                 | 0,01     | D (20–180°)                              | H                                        |
| 97,2           | SWR Kultur             | SWR_Kult | D3A2   | Baden-Württemberg | 0,01     | D (20–180°)                              | H                                        |
| 94,9           | SWR3                   | __SWR3__ | D3A3   | Württemberg       | 0,01     | D (20–180°)                              | H                                        |
| 91,6           | SWR4 Baden-Württemberg | SWR4_HN_ | DD04   | Franken-Radio     | 0,01     | D (20–180°)                              | H                                        |

### Analoges Fernsehen (PAL)
Vor der Umstellung auf DVB-T diente der Sendestandort weiterhin für analoges Fernsehen.
| Kanal | Frequenz (MHz) | Programm                        | ERP (kW) | Sendediagramm rund (ND)/ gerichtet (D) | Polarisation horizontal (H)/ vertikal (V) |
| ----- | -------------- | ------------------------------- | -------- | -------------------------------------- | ----------------------------------------- |
| 11    | 217,25         | Das Erste (BR)                  | 0,006    | D                                      | H                                         |
| 22    | 479,25         | ZDF                             | 0,2      | D                                      | H                                         |
| 26    | 511,25         | SWR Fernsehen Baden-Württemberg | 0,05     | D                                      | H                                         |
| 39    | 615,25         | Das Erste (SWR)                 | 0,05     | D                                      | H                                         |
| 41    | 631,25         | Bayerisches Fernsehen (Franken) | 0,2      | D                                      | H                                         |